# Karang Poste
Karang Poste (eller bara Karang) är en ort och kommun i västra Senegal. Den tillhör Fatickregionen och är belägen vid gränsen mot Gambia. Kommunens folkmängd uppgår till cirka 18 000 invånare. 